# Canton de Maubeuge-Sud
Le canton de Maubeuge-Sud est une ancienne division administrative française, située dans le département du Nord et la région Nord-Pas-de-Calais.
À la suite du redécoupage cantonal de 2014, le canton est supprimé.

## Composition
Le canton de Maubeuge-Sud se composait d’une fraction de la commune de Maubeuge et de douze autres communes. Il compte 35 958 habitants (population municipale) au 1er janvier 2012.
| Nom                    | Code Insee | Intercommunalité          | Population (dernière pop. légale)              |
| ---------------------- | ---------- | ------------------------- | ---------------------------------------------- |
| Maubeuge (chef-lieu)   | 59392      | CA Maubeuge Val de Sambre | Fraction : 9 875(2012) Commune : 30 347 (2014) |
| Boussois               | 59104      | CA Maubeuge Val de Sambre | 3 233 (2014)                                   |
| Cerfontaine            | 59142      | CA Maubeuge Val de Sambre | 632 (2014)                                     |
| Colleret               | 59151      | CA Maubeuge Val de Sambre | 1 652 (2014)                                   |
| Damousies              | 59169      | CC du Cœur de l'Avesnois  | 215 (2014)                                     |
| Ferrière-la-Grande     | 59230      | CA Maubeuge Val de Sambre | 5 335 (2014)                                   |
| Ferrière-la-Petite     | 59231      | CA Maubeuge Val de Sambre | 1 081 (2014)                                   |
| Louvroil               | 59365      | CA Maubeuge Val de Sambre | 6 673 (2014)                                   |
| Obrechies              | 59442      | CA Maubeuge Val de Sambre | 264 (2014)                                     |
| Quiévelon              | 59483      | CA Maubeuge Val de Sambre | 136 (2014)                                     |
| Recquignies            | 59495      | CA Maubeuge Val de Sambre | 2 376 (2014)                                   |
| Rousies                | 59514      | CA Maubeuge Val de Sambre | 4 084 (2014)                                   |
| Wattignies-la-Victoire | 59649      | CC du Cœur de l'Avesnois  | 243 (2014)                                     |

## Histoire: conseillers généraux de 1910 à 2015
Le Canton de Maubeuge-Nord et le Canton de Maubeuge-Sud ont été créés par la loi du 7 juillet 1910, en dédoublant l'ancien canton de Maubeuge.
| Période           | Identité                                       | Parti                      | Qualité                                                                      |
| ----------------- | ---------------------------------------------- | -------------------------- | ---------------------------------------------------------------------------- |
| 1910-1918 (décès) | Félix Defontaine                               | Soc.ind. puis Rad.         | Médecin, conseiller municipal de Louvroil Député (1893-1918)                 |
| 1918-1919         | siège vacant                                   |                            |                                                                              |
| 1919-1925         | Oscar Sarot (1877-1958)                        | SFIO puis PC-SFIC puis PSC | Ouvrier mécanicien-ajusteur puis imprimeur Adjoint au Maire de Maubeuge      |
| 1925-1937         | Octave Riche                                   | Rad.                       | Médecin, maire de Jeumont, conseiller d'arrondissement                       |
| 1937-1940         | Maurice Deudon                                 | SFIO                       | Médecin Maire de Maubeuge (1929-1940) Député (1932-1942)                     |
| 1945-1948         | Albert Maton                                   | PCF                        | Traceur en charpente à Maubeuge Député (1946-1958)                           |
| 1948-1954 (décès) | Pierre Lanthier                                | RPF puis RS                | Chirurgien, membre de l'Académie de chirurgie, Maubeuge                      |
| 1954-1961         | Albert Maton                                   | PCF                        | Député (1946-1958)                                                           |
| 1961-1967         | Blanche Lanthier-Dupeux (épouse de P.Lanthier) | UNR puis DVD               | Médecin gynécologue et anesthésiste à Maubeuge                               |
| 1967-1979         | Albert Maton                                   | PCF                        | Député (1946-1958 et 1973-1981) Conseiller municipal de Maubeuge (1979-1989) |
| 1979-1988 (décès) | Jean-Claude Fontenelle                         | PCF                        | Maire de Recquignies (1974-1983)                                             |
| 1992-1998         | André Boquet                                   | PCF                        | Ancien agent de maîtrise Maire de Louvroil (1977-2001)                       |
| 1998-2004         | Annick Mattighello                             | PCF                        | Ouvrière Maire de Louvroil (2001-2018) Conseillère régionale                 |
| 2004-2015         | Philippe Dronsart                              | PS                         | Cadre Maire de Ferrière-la-Grande                                            |

## Conseillers d'arrondissement (de 1910 à 1940)
| Période           | Période      | Identité               | Étiquette | Qualité |
| ----------------- | ------------ | ---------------------- | --------- | --- |
| 1907              | 1910         | Louis Pigé (1854-1921) |           | Ingénieur civil, filateur à Hautmont                                                                        |
| 1910              | 1919         | Maurice Guimbellot     | Radical   | Propriétaire à Ferrière-la-Grande                                                                           |
| 1919              | 1925         | Octave Riche           | Radical   | Médecin, maire de Jeumont                                                                                   |
| 1925              | 1930 (décès) | Romain Duchâteau       | FR        | Maire de Louvroil                                                                                           |
| 1er décembre 1930 | 1934         | Émile Lebeau           | FR        | Représentant de commerce Maire de Recquignies (1911-1932)                                                   |
| 1934              | 1940         | Eugène Bourguignon     | SFIO      | Ouvrier métallurgiste à Maubeuge, adjoint au maire de Recquignies                                           |
| 1940              |              |                        |           | Les conseils d'arrondissement ont été suspendus par la loi du 12 octobre 1940 et n'ont jamais été réactivés |

## Démographie
| 1962 | 1968 | 1975 | 1982 | 1990   | 1999   | 2006   | 2011   | 2012   |
| ---- | ---- | ---- | ---- | ------ | ------ | ------ | ------ | ------ |
| -    | -    | -    | -    | 38 692 | 37 863 | 36 913 | 36 184 | 35 958 |

### Pyramide des âges
Comparaison des pyramides des âges du Canton de Maubeuge-Sud et du département du Nord en 2006
| Hommes | Classe d’âge   | Femmes |
| ------ | -------------- | ------ |
| 0,2    | 90 ans et plus | 0,5    |
| 4,4    | 75 à 89 ans    | 7,1    |
| 11,4   | 60 à 74 ans    | 12,6   |
| 20,7   | 45 à 59 ans    | 20,3   |
| 19,8   | 30 à 44 ans    | 19,7   |
| 20,5   | 15 à 29 ans    | 19,6   |
| 23     | 0 à 14 ans     | 20,2   |

| Hommes | Classe d’âge   | Femmes |
| ------ | -------------- | ------ |
| 0,2    | 90 ans et plus | 0,8    |
| 4,3    | 75 à 89 ans    | 7,9    |
| 10,3   | 60 à 74 ans    | 11,9   |
| 19,7   | 45 à 59 ans    | 19,4   |
| 21,1   | 30 à 44 ans    | 20,1   |
| 22,6   | 15 à 29 ans    | 21     |
| 21,6   | 0 à 14 ans     | 19     |